# Junk science
Junk science (česky např. podřadná věda, braková věda, neseriózní věda nebo pavěda; překlad není ustálen) je termín používaný například v politických a právních sporech ve Spojených státech amerických. Označení naznačuje, že výsledky, výzkum a analýzy zastánce takového směru jsou nepodložené nebo dokonce podvržené. Pojem má pejorativní konotaci, naznačuje, že tvrzení zastánce jsou motivována např. politicky, ideologicky, nábožensky, finančně nebo jinak nevědecky.[zdroj⁠?!]

## V soudní síni
Podle Daniela Vaňka a Marka Godseye je 50 % odsouzených z Projektu nevina (anglicky Innocence Project) ve vězení v důsledku špatné interpretace forenzních důkazů u soudu. Vinu kladou právě junk science a usuzují, že k jejímu výskytu dochází ve čtyřech situacích:
1. Pokud je možno forenzní důkazy subjektivně interpretovat, například při zkoumání pravosti podpisů či daktyloskopii.
2. Nedostatečná odbornost soudních znalců. Daniel Vaněk poukazuje například na to, že v České republice není nad výkonem znalecké činnosti dostatečný dozor.
3. Nepostižitelnost špatných odborných posudků.
4. Nepochopení forenzních důkazů ze strany osob s právnickým vzděláním, které se soudů účastní.